# Arthur Alexander
Arthur Alexander, född 10 maj 1940 i Florence, Alabama, död 9 juni 1993 i Nashville, Tennessee, var en amerikansk countrysoul-sångare och låtskrivare. Han hade ett litet antal hitsinglar i USA under 1960-talet och hans musik har spelats in av många kända artister.
Han skivdebuterade 1960, men hans genombrott kom två år senare med låten "You Better Move On" som nådde tjugofjärdeplatsen på Billboard Hot 100. Även uppföljarna "Where Have You Been (All of My Life)" och "Anna (Go to Him)" blev mindre framgångar. Alla tre inspelningar gjorde han för skivbolaget Dot Records. The Rolling Stones spelade in "You Better Move On" till sin självbetitlade debut-EP The Rolling Stones. "Anna (Go to Him)" spelades in av The Beatles till deras debut-LP Please Please Me. I åtminstone Europa blev dessa versioner bra mycket mer kändare än Alexanders originalinspelningar. Alexander kom inte att få någon mer hit under 1960-talet men gjorde comeback 1975 med låten "Every Day I Have To Cry Some" som nådde fyrtiofemteplats på Billboardlistan. Dr. Hook and the Medicine Show fick 1978 en hit med Alexanders låt "Sharing the Night Together". 1979 spelades "Go Home, Girl" in av Ry Cooder till albumet Bop till You Drop. 1988 spelade Bob Dylan in den av Alexander samskrivna låten "Sally Sue Brown" till albumet Down in the Groove. Mot slutet av sitt liv arbetade Alexander som busschaufför, men spelade 1993 in ett sista album, Lonely Just Like Me. Han avled samma år efter en kort tids sjukdom.

## Diskografi

### Album
- 1962: You Better Move On (Dot LP 3434)
- 1972: Arthur Alexander (Warner Bros. LP 2592)
- 1989: Arthur Alexander The Greatest (Ace CDCHD 922)
- 1993: Lonely Just Like Me (Elektra)
- 2001: The Monument Years (Ace CDCHD 805)
- 2007: Lonely Just Like Me: The Final Chapter (Reissue; HackTone Records LLC)